# آنخل ماریسکال
آنخل ماریسکال (انگلیسی: Ángel Mariscal; ۱۷ اوت ۱۹۰۴ – ۲۰ مارس ۱۹۷۹) بازیکن فوتبال اهل اسپانیا بود.
از باشگاه‌هایی که در آن بازی کرده‌است می‌توان به باشگاه فوتبال رئال سوسیداد اشاره کرد.
وی همچنین در تیم ملی فوتبال اسپانیا بازی کرده‌است.